# 培力藥業車隊
培力藥業車隊（Purapharm）是香港一支單車隊，曾於2005至2006年間註冊為亞洲洲際單車隊，2007年改稱「香港職業單車隊」，至2007年賽季結束後解散。

## 車手名單

### 2007年
|      | 車手   | 出生日期               |
| ---- | ------ | ---------------------- |
| 香港 | 陳振興 | 1981年4月24日（26歲）  |
| 香港 | 張鎮和 | 1988年12月25日（19歲） |
| 香港 | 張敬煒 | 1985年9月3日（22歲）   |
| 香港 | 徐智錫 | 1988年8月30日（19歲）  |
| 香港 | 高肇蔚 | 1987年11月9日（20歲）  |
| 香港 | 郭灝霆 | 1988年2月26日（19歲）  |
| 香港 | 林啟俊 | 1984年11月24日（23歲） |
| 香港 | 林定邦 | 1986年3月12日（21歲）  |

|      | 車手     | 出生日期               |
| ---- | -------- | ---------------------- |
| 香港 | 司徒軒亮 | 1988年11月15日（19歲） |
| 香港 | 鄧宏業   | 1984年6月5日（23歲）   |
| 香港 | 黃金寶   | 1973年3月13日（34歲）  |
| 香港 | 胡健燊   | 1985年5月4日（22歲）   |
| 中国 | 徐刚     | 1984年1月28日（23歲）  |
| 中国 | 颜永生   | 1987年7月22日（20歲）  |
| 香港 | 楊英瀚   | 1988年7月30日（19歲）  |

### 2006年
|          | 車手   | 出生日期              |
| -------- | ------ | --------------------- |
| 香港     | 陳振興 | 1981年4月24日（25歲） |
| 臺灣地區 | 陳村貴 | 1985年3月16日（21歲） |
| 香港     | 鄭澤誠 | 1986年7月8日（20歲）  |
| 香港     | 張敬煒 | 1985年9月3日（21歲）  |
| 臺灣地區 | 朱梵心 | 1987年7月8日（19歲）  |
| 中国     | 高扬   | 1983年7月28日（23歲） |

|          | 車手   | 出生日期               |
| -------- | ------ | ---------------------- |
| 中国     | 计成   | 1987年7月15日（19歲）  |
| 香港     | 林啟俊 | 1984年11月24日（22歲） |
| 香港     | 鄧宏業 | 1984年6月5日（22歲）   |
| 香港     | 黃金寶 | 1973年3月13日（33歲）  |
| 中国     | 薛明星 | 1981年2月20日（25歲）  |
| 臺灣地區 | 楊嘉宏 | 1984年4月6日（22歲）   |

## 主要勝出賽事
2005年
 环中国国际公路自行车赛第2、3、4站（黃金寶）
2006年
 環暹邏單車賽第6站（胡健燊）
2007年
 週遊馬來西亞單車賽第5站（黃金寶）
 國際自由車環台公路大賽第2站（黃金寶）
 環南中國海單車賽總成績（鄧宏業）
第1站（鄧宏業）

## 外部連結
- 2006年車手名單 (uci.org) （页面存档备份，存于）